# Igor' Kurašov (cestista)
Igor' Valentinovič Kurašov (in russo Игорь Валентинович Курашов?; Brjansk, 2 aprile 1972) è un ex cestista russo.

## Carriera
Con la Russia ha disputato i Campionati mondiali del 1998 e due edizioni dei Campionati europei (1997, 1999).

## Palmarès
- Campionato russo: 7

CSKA Mosca: 1992, 1992-93, 1993-94, 1994-95, 1995-96, 1996-97, 1997-98